# 에티엔 르누아르

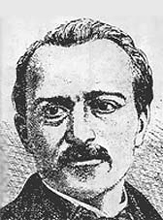
에티엔 르누아르

에티엔 르누아르(프랑스어: Étienne Lenoir, 1822년 1월 12일 ~ 1900년 8월 4일)는 벨기에 태생의 프랑스 발명가이다. 1860년 최초로 실용적인 내연 기관을 만들었다. 이 기관은 실린더가 하나였으며, 증기 기관과 비슷하지만 가로등을 켜는 가스를 연료로 사용했다. 또한 르누아르의 기관은 축전지 점화장치가 있어 증기 기관보다 빠르고 쉽게 시동되었으며, 사용하기에도 편리했다.